# Regeringen Ekman I
Regeringen Ekman I var en svensk regering som bildades av Frisinnade folkpartiet och Sveriges liberala parti och tillträdde 7 juni 1926 och avgick 2 oktober 1928.
Efter att regeringen Sandler på grund av Stripakonflikten lämnade in sitt avsked 2 juni 1926, bildade  Carl Gustaf Ekman en minoritetsregering. Regeringen avgick i samband med valen 1928, och efterträddes 1 oktober av regeringen Lindman II, en högerregering.

## Statsråd
| Befattning             | Namn                | Tillträdde        | Avgick            | Parti                   |
| ---------------------- | ------------------- | ----------------- | ----------------- | ----------------------- |
| Statsminister          | Carl Gustaf Ekman   | 7 juni 1926       | 2 oktober 1928    | Frisinnade folkpartiet  |
| Utrikesminister        | Eliel Löfgren       | 7 juni 1926       | 2 oktober 1928    | Sveriges liberala parti |
| Justitieminister       | Johan Thyrén        | 7 juni 1926       | 2 oktober 1928    | Frisinnade folkpartiet  |
| Försvarsminister       | Gustav Rosén        | 7 juni 1926       | 2 oktober 1928    | Frisinnade folkpartiet  |
| Socialminister         | Jakob Pettersson    | 7 juni 1926       | 2 oktober 1928    | Oberoende liberal       |
| Kommunikationsminister | Carl Meurling       | 7 juni 1926       | 2 oktober 1928    | Frisinnade folkpartiet  |
| Finansminister         | Carl Gustaf Ekman   | 7 juni 1926       | 30 september 1926 | Frisinnade folkpartiet  |
| Finansminister         | Ernst Lyberg        | 30 september 1926 | 2 oktober 1928    | Sveriges liberala parti |
| Ecklesiastikminister   | John Almkvist       | 7 juni 1926       | 2 oktober 1928    | Frisinnade folkpartiet  |
| Jordbruksminister      | Paul Hellström      | 7 juni 1926       | 3 juli 1927       | Frisinnade folkpartiet  |
| Jordbruksminister      | Bo von Stockenström | 12 juli 1927      | 2 oktober 1928    | Frisinnade folkpartiet  |
| Handelsminister        | Felix Hamrin        | 7 juni 1926       | 2 oktober 1928    | Frisinnade folkpartiet  |
| Konsultativt statsråd  | Sigurd Ribbing      | 7 juni 1926       | 2 oktober 1928    | Frisinnade folkpartiet  |
| Konsultativt statsråd  | Natanael Gärde      | 7 juni 1926       | 2 oktober 1928    | Oberoende liberal       |
| Konsultativt statsråd  | Ernst Lyberg        | 7 juni 1926       | 30 september 1926 | Sveriges liberala parti |